# Mirsad Bakšić
Mirsad Bakšić (Trebinje, 9. kolovoza 1936. – Zagreb, 6. srpnja 2012.), bio je hrvatski pravnik, umirovljeni brigadir HV-a i bivši vojni tužitelj.

## Životopis
Mirsad Bakšić rodio se 1936. godine u Trebinju. Potječe iz jedne od najstarijih hrvatskih hercegovačkih feudalnih obitelji iz Ljubinja. Pučku školu i gimnaziju završava u Dubrovniku kamo se obitelj doselila 1935. godine. Zbog prohrvatskih stavova već u gimnaziji ima teškoća i biva, zbog pjevanja hrvatskih domoljubnih pjesama, uhićen i osuđen na robiju koju izdržava u Padinskoj Skeli kod Beograda.
Izbačen je sa Sveučilišta u Zagrebu a i zabranjen mu je upis na ostala sveučilišta u Jugoslaviji. Onemogućen u studiranju odlazi u Njemačku, a po povratku ponovno se upisuje na Pravni fakultet Sveučilišta u Zagrebu uz pomoć Berislava Smolčića i prof. Šime Đodana. Odvjetničku praksu je obavljao 23 godine. Godine 1991. odlukom Sabora Republike Hrvatske postaje prvi općinski tužitelj grada Zagreba koji priseže neovisnoj hrvatskoj državi. Ratnim rasporedom Ministarstva obrane 3. veljače 1992. biva raspoređen za vojnog tužitelja Operativne zone (Zbornog područja) Zagreb, a 16. listopada iste godine biva imenovan okružnim javnim tužiteljem grada Zagreba. Godine 1994. Odlukom predsjednika Republike Hrvatske dr. Franje Tuđmana promaknut je čin brigadira HV.
Bio je stalnim suradnikom u časopisima Hrvatskoj reviji i Maruliću gdje je objavljivao o znamenitim Hrvatima islamske vjere. Objavljivao je članke u Jutarnjem listu, Večernjem listu, Vjesniku, Hrvatskom Domobranu, Političkom zatvoreniku kao stalni suradnik, Hrvatskom Obrambenom Redu, reviji Građanski krug i tjedniku Fokusu. Održavao je predavanja na teme o Hrvatima islamske vjere.
Bio je predsjednik Hrvatske muslimanske demokratske stranke. Bio je predsjednik udruge "Dr. Safvet Beg Bašagić" i član Nadzornog odbora Hrvatskog kulturnog društva "Napredak" Sarajevo, Podružnica Zagreb. Također je bio član predsjedništva Hrvatskog žrtvoslovnog društva. Izjašnjavao se Hrvatom muslimanske vjeroispovjesti, zbog čega nije bio omiljen među bošnjačkim, niti novohrvatskim političarima.
Umro je u Zagrebu 6. srpnja 2012. godine a pokopan je na zagrebačkome groblju Mirogoju, 9. srpnja 2012. godine.
Njegova smrt i pokop prošli su uz medijsku šutnju.

## Djela, članci i znanstveni radovi

### Djela
- Uloga i mjesto Hrvata Islamske vjere, Hrvatsko-muslimansko kulturno društvo Narodna uzdanica, Zagreb, 1994. (2 izdanja)
- Znameniti Hrvati islamske vjere, 12 brošura: 1. Džafer-beg Kulenović, 2. Safvet-beg Bašagić, 3. Džemaludin Čaušević, 4. Edhem Mulabdić, 5. Ademaga Mešić, 6. Musa Ćazim Ćatić, 7. Osman Nuri Hadžić, 8. Alija Nametak, 9. Hakija Hadžić, 10. Enver Čolaković, 11. Nahid Kulenović, 12. Mak Dizdar (suurednik Andrej Rora)
- Doprinos muslimana hrvatskoj kulturi i državi, "Dr. Safvet-beg Bašagić", Udruga za promicanje prava hrvatskih državljana pripadnika kulturnog i tradicijskog kruga Islama, Zagreb, 2011.[6]

### Članci
- Mehmedalija Mak Dizdar: (1917-1971) // Hrvatska revija, god. 49 (1999.), 4, str. 961–964.[6]
- Ostavština za budućnost // Hrvatska revija Obnovljeni tečaj 2 (2002.), 1 ; str. 126–131.[6]
- Zločin kao sredstvo ostvarenja Velike Srbije // Politički zatvorenik, br. 112/113, srpanj/kolovoz 2001., str. 12-14.[7]

### Znanstveni radovi
- U Zborniku radova Drugog hrvatskog žrtvoslovnog kongresa, 2002. godine "Da se ne zaboravi" objavio je pravno zapaženi rad.

## Odličja
- Spomenica Domovinskog rata 1990. – 1992. godine.
- Spomenica domovinske zahvalnosti, za časnu i uzornu službu za razdoblje od 5 i više godina u OSRH.
- Red hrvatskog trolista, za osobite zasluge i doprinos obravni suvereniteta, teritorijalne cjelovitosti i neovisnosti Republike Hrvatske.

## Vanjske poveznice
- Mirsad Bakšić, Hrvati Islamske vjere u povijesti Hrvatske  Arhivirana inačica izvorne stranice od 2. travnja 2015. (Wayback Machine) (referat održan na V.-om Kongresu Hrvatskog žrtvoslovnog društva, 18. srpnja 2010. u Zagrebu)
- Mirsad Bakšić, Džemaluddin Čaušević /1870. - 1938./ (Objavljeno u Političkom zatvoreniku, broj 86, svibanj 1999., str. 46.-47.)
- Mirsad Bakšić, Ostavština za budućnost  Arhivirana inačica izvorne stranice od 16. rujna 2017. (Wayback Machine), Hrvatska revija, br. 1, 2002.  Arhivirana inačica izvorne stranice od 16. rujna 2017. (Wayback Machine)
- Nad grobom Mirsada Bakšića, hrvatskog rodoljuba i časnika, Politički zatvorenik, 244/245, srpanj/kolovoz 2012.